# Jan Lambert Wirix-Speetjens
Jan Lambert Wirix-Speetjens (Neeroeteren, 13 ottobre 1946 – Haarlem, 29 febbraio 2008) è stato un vescovo vetero-cattolico belga.

## Studi e ordinazione sacerdotale
Ha studiato Teologia e Filosofia al Grande Seminario di Liegi e all'Università Cattolica di Lovanio. Il 26 giugno 1971 ha ricevuto l'ordinazione sacerdotale. Sempre presso l'Università di Lovanio è stato ricercatore dal 1977 al 1984, discutendo poi la tesi di dottorato sul tema "Riti e simboli cristiani di morte e sepoltura".
È stato docente presso il Seminario Vetero-cattolico dal 1982.

## Vescovo di Haarlem
Il 3 novembre 1994 è stato eletto Vescovo di Haarlem, e ha ricevuto l'ordinazione episcopale il 15 maggio 1995 nell'ex-cattedrale (dal 1578 in mano protestante) di San Bavo ad Haarlem.
Il 1º luglio 2000 ha consacrato ad Utrecht Joris Vercammen Arcivescovo di Utrecht, avendo come co-consacratori Wiktor Wysoczański (Vescovo della Chiesa polacco-cattolica - Diocesi di Varsavia) e Joachim Vobbe (Vescovo vetero-cattolico di Bonn).
Tra il 2004 e il 2005 è stato co-presidente, con l'anglicano Jonathan Gledhill, del Consiglio Internazionale di Coordinazione tra Anglicani e Vetero-cattolici
È stato delegato della Conferenza Episcopale Internazionale vetero-cattolica per la Chiesa vetero-cattolica di Svezia e Danimarca, succedendo a Teunis Johannes Horstman.

## Altri dati
È stato sposato dal 1993 fino alla morte con Christel Ruts, dalla quale ha avuto due figli maschi, il secondo dei quali è l'attore Johannes Wirix.

## Genealogia episcopale
La genealogia episcopale è:
CHIESA CATTOLICA
- Cardinale Scipione Rebiba
- Cardinale Giulio Antonio Santori
- Cardinale Girolamo Bernerio, O.P.
- Arcivescovo Galeazzo Sanvitale
- Cardinale Ludovico Ludovisi
- Cardinale Luigi Caetani
- Vescovo Giovanni Battista Scanaroli
- Cardinale Antonio Barberini iuniore
- Arcivescovo Charles-Maurice Le Tellier
- Vescovo Jacques Bénigne Bossuet
- Vescovo Jacques de Goyon de Matignon
- Vescovo Dominique Marie Varlet

CHIESA ROMANO-CATTOLICA OLANDESE DEL CLERO VETERO EPISCOPALE
- Arcivescovo Petrus Johannes Meindaerts
- Vescovo Johannes van Stiphout
- Arcivescovo Walter van Nieuwenhuisen
- Vescovo Adrian Jan Broekman
- Arcivescovo Jan van Rhijn
- Vescovo Gisbert van Jong
- Arcivescovo Willibrord van Os
- Vescovo Jan Bon
- Arcivescovo Johannes van Santen

CHIESA VETERO-CATTOLICA
...
* Vescovo Jan Lambert Wirix-Speetjens